# Burlington (Kentucky)
|  | Dieser Artikel wurde aufgrund von inhaltlichen Mängeln auf der Qualitätssicherungsseite des Projektes USA eingetragen. Hilf mit, die Qualität dieses Artikels auf ein akzeptables Niveau zu bringen, und beteilige dich an der Diskussion! Eine nähere Beschreibung der zu behebenden Mängel fehlt. |

Burlington (Kentucky) ist der Verwaltungssitz von Boone County, mit 17.318 Einwohnern (Stand: Volkszählung 2020). Die Siedlung erstreckt sich über 21,9 km².

## Geschichte
Burlington entstand ab 1800 aus der Siedlung Craig's Camp, nachdem 1799 (bei dem ersten County Court in Boone County) der Entschluss gefasst wurde, den Verwaltungssitz dorthin zu verlegen. Die neu entstehende Gemeinde erhielt erst den Namen Wilmington, wurde jedoch später auf Bitten der Post und um Verwechslungen auszuschließen 1816 in Burlington umbenannt.